# دستگردمار
دستگردمار یا دمار روستایی در دهستان براآن شمالی بخش مرکزی شهرستان اصفهان استان اصفهان ایران است.

## جمعیت
بر پایه سرشماری عمومی نفوس و مسکن در سال ۱۳۹۵ جمعیت این روستا ۵۲۳ نفر (۱۴۱خانوار) بوده‌است.